# Cheo Feliciano

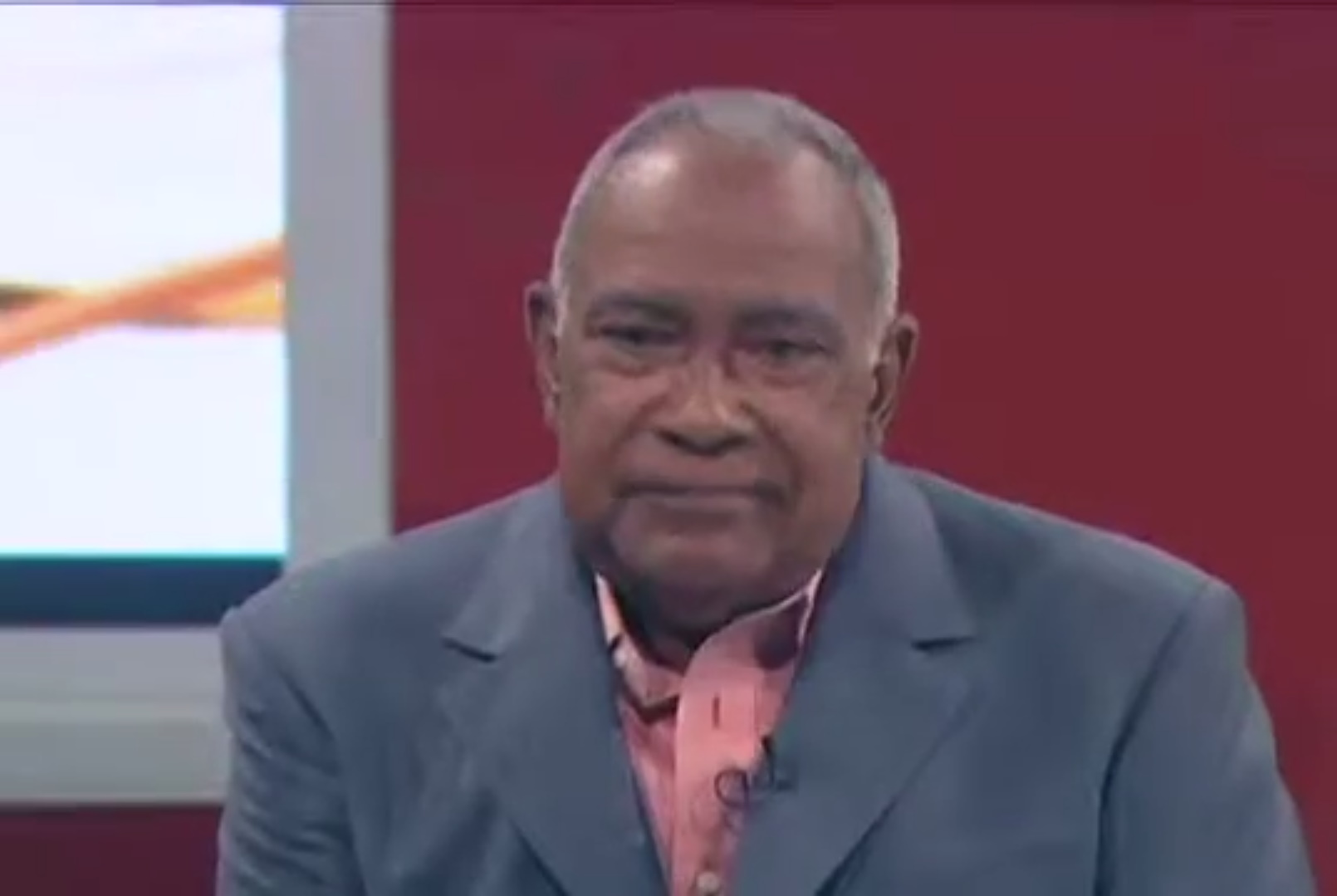
Cheo Feliciano, 2012

Cheo Feliciano, eigentlich Jose Luis Feliciano Vega (* 3. Juli 1935 in Ponce; † 17. April 2014 in San Juan), war ein puerto-ricanischer Komponist und Sänger von Salsa- und Bolero-Musik.

## Leben
Sein Spitzname „Cheo“ vermeidet die Verwechslung mit dem anderen berühmten puerto-ricanischen Sänger José Feliciano, mit dem er nicht verwandt war. Er wurde von der Bolero Music des Trio Los Panchos beeinflusst. 1952 zog Feliciano nach New York City und wohnte in Spanish Harlem. Er wurde Perkussionist bei Ciro Rimac’s Review band. Bandleader Tito Rodríguez hörte Feliciano und bot ihm an, in seinem Orchester zu spielen. Nach einiger Zeit mit Rodriguez spielte er Conga für Luis Cruz. Außerdem war er Roadie für Mon Rivera.
1955 empfahl Tito Rodriguez ihn Joe Cuba, der einen Sänger für sein Sextett suchte. Feliciano war einer der wenigen Baritonsänger unter den Salsa Sängern, und seine tiefe Stimme und sein schneller Witz als Improvisator machten ihn zum Publikumsliebling.
Am 5. Oktober 1957 gab Feliciano sein professionelles Debüt als Sänger mit dem Lied Perfidia. Am gleichen Tag heiratete er. Er sang zehn Jahre lang mit dem Sextett. Die größten Erfolge waren die Lieder
- A la Seis (Um Sechs),
- Como Ríen (Wie sie lachen),
- El Pito (I’ll Never Go Back To Georgia) und
- El Ratón (Die Maus), die er komponierte.

Feliciano war ein Anti-Kriegsaktivist während des Vietnamkriegs.
1967 trat er dem Eddie Palmieri Orchester bei und sang zwei Jahre lang mit ihm. Eine Heroinsucht bedrohte sein Leben und seine Karriere. Er entschied sich, sich selbst mit kaltem Entzug zu heilen und ging schließlich zu Puerto Ricos Rehabilitationszentrum Hogares CREA. Er sagte, Tite Curet Alonso, der Autor der meisten seiner Lieder und sein bester Freund, habe ihm durch die Rehabilitation geholfen. Feliciano sprach sich nun vehement gegen Drogen aus und half anderen Salsakünstlern, die ebenfalls Suchtprobleme hatten.
1972 kehrte Feliciano zurück zur Musik und gab das Album Cheo heraus, seine erste Soloaufnahme, die immensen Erfolg hatte, unter anderem mit folgenden Titeln:
- Anacaona und
- Mi Triste Problema (Mein trauriges Problem)

Während der 1970er Jahre nahm Feliciano mit dem Fania Record Co. Label auf und hatte Erfolge mit Amada Mia (Meine Liebe) und Juan Albañil. Er war auch an der ersten Salsa-Oper Hommy beteiligt.
1982 gründete Feliciano seine eigene Plattenfirma Coche Records. 1990 nahm er sein erstes Boleroalbum auf mit dem Titel Los Feelings de Cheo. Er trat in vielen Lateinamerikanischen Ländern auf, unter anderem auf Kuba und in Venezuela. In Venezuela trat er nochmals mit Eddie Palmieri auf. 1995 gewann Feliciano einen Platinum Record Award für La Combinación Perfecta (Die perfekte Kombination).
Im Jahr 2000 nahm Feliciano Mil Voces, Mil Recuerdos (Tausend Stimmen, tausend Erinnerungen) auf, eine Hommage an verschiedene puerto-ricanische Sänger.
Cheo Feliciano lebte auf Puerto Rico und nahm weiter Boleros auf. Er war Anti-Drogen-Sprecher der Regierung von Puerto Rico.
Am 17. April 2014 starb Cheo Feliciano im Alter von 78 Jahren an den Folgen eines Verkehrsunfalls in San Juan.